# إرني برينر
إرني برينر (بالفرنسية: Erny Brenner)‏ هو لاعب كرة قدم لوكسمبورغي في مركز الدفاع، ولد في 13 سبتمبر 1931 في ديديلانج ‏ في لوكسمبورغ، وتوفي في 9 يوليو 2016 في إيش سوغ ألزيت في لوكسمبورغ. شارك مع منتخب لوكسمبورغ لكرة القدم. أما مع النوادي، فقد لعب مع ستاد دوديلانج.

## وصلات خارجية
- إرني برينر على موقع قاعدة بيانات كرة القدم.إي يو (الإنجليزية)
- إرني برينر على موقع ناشيونال فوتبول تيمز (الإنجليزية)